# Traité de Cazola
Le traité de Cazola (également appelé de Cazorla) est signé le 20 mars 1179 à Soria entre Alphonse II d'Aragon et Alphonse VIII de Castille, afin de répartir les futurs territoires conquis sur les musulmans au sud de la Péninsule Ibérique.

## Présentation
À la couronne d'Aragon reviennent les places et territoires de Xàtiva, Denia et Biar, ainsi que les villes au nord de celles-ci, dont Valence. La Castille récupère les terres situées au-delà du château de Biar, dont Murcie et Carthagène, donnant ainsi aux Castillans un accès à la Méditerranée. Le traité procède également à une répartition du royaume de Navarre comme lors des traités précédents de 1136, 1140 (Traité de Carrión), 1151 (Traité de Tudilén), 1157 (Traité de Lérida), 1174 et 1177 (Cuenca).
Par rapport au traité de Tudilén, l'Aragon perd donc le royaume de Murcie et son extension vers le sud-est, de fait, est barrée par la Castille. Les mentions stipulent que le traité est perpétuel et engage les successeurs respectifs des deux souverains ; il garantit également l'intégrité de cette limite et interdit toute atteinte à la répartition ainsi décidée.

Distribution des langues d'Espagne

Le manque de respect de cette clause de la part des deux royaumes, qui occupent chacun des places assignées à l'autre, provoque la signature du traité d'Almizra en 1244. La zone d'influence de l'Aragon est finalement déplacée plus au sud par le traité d'Elche en 1305, qui lui donne les villes d'Orihuela, Elche, Caudete, Elda et Alicante.
La répartition initiée par le traité persiste de nos jours dans les aires linguistiques ; alors que la Communauté valencienne parle le valencien, un dialecte dérivé du catalan, la région de Murcie parle le castillan.